# Le Camarade de Pluto
Pour plus de détails, voir Fiche technique et Distribution.
Le Camarade de Pluto (Pluto's Playmate) est un court-métrage d'animation américain des studios Disney avec Pluto, sorti le 24 janvier 1941.

## Synopsis
Pluto est en train de jouer avec une balle sur la plage, lorsque celle-ci tombe dans l'eau et commence à bouger de manière étrange. En réalité, un bébé phoque s’amuse avec. Le problème est que Pluto ne veut pas partager sa balle…

## Fiche technique
- Titre original : Pluto's Playmate
- Titre français : Le Camarade de Pluto
- Série :  Pluto
- Réalisation : Norman Ferguson
- Animation : Grant Simmons, John Lounsbery, Jerry Hathcock
- Musique : Paul J. Smith
- Production : Walt Disney
- Société de production : Walt Disney Productions
- Société de distribution : RKO Radio Pictures
- Format : Couleur (Technicolor) - 1,37:1 - Son mono (RCA Photophone)
- Durée : 8 min
- Langue :  Anglais
- Pays de production :  États-Unis
- Dates de sortie : États-Unis : 24 janvier 1941[1]

## Voix originales
- Lee Millar : Pluto